# Валдай

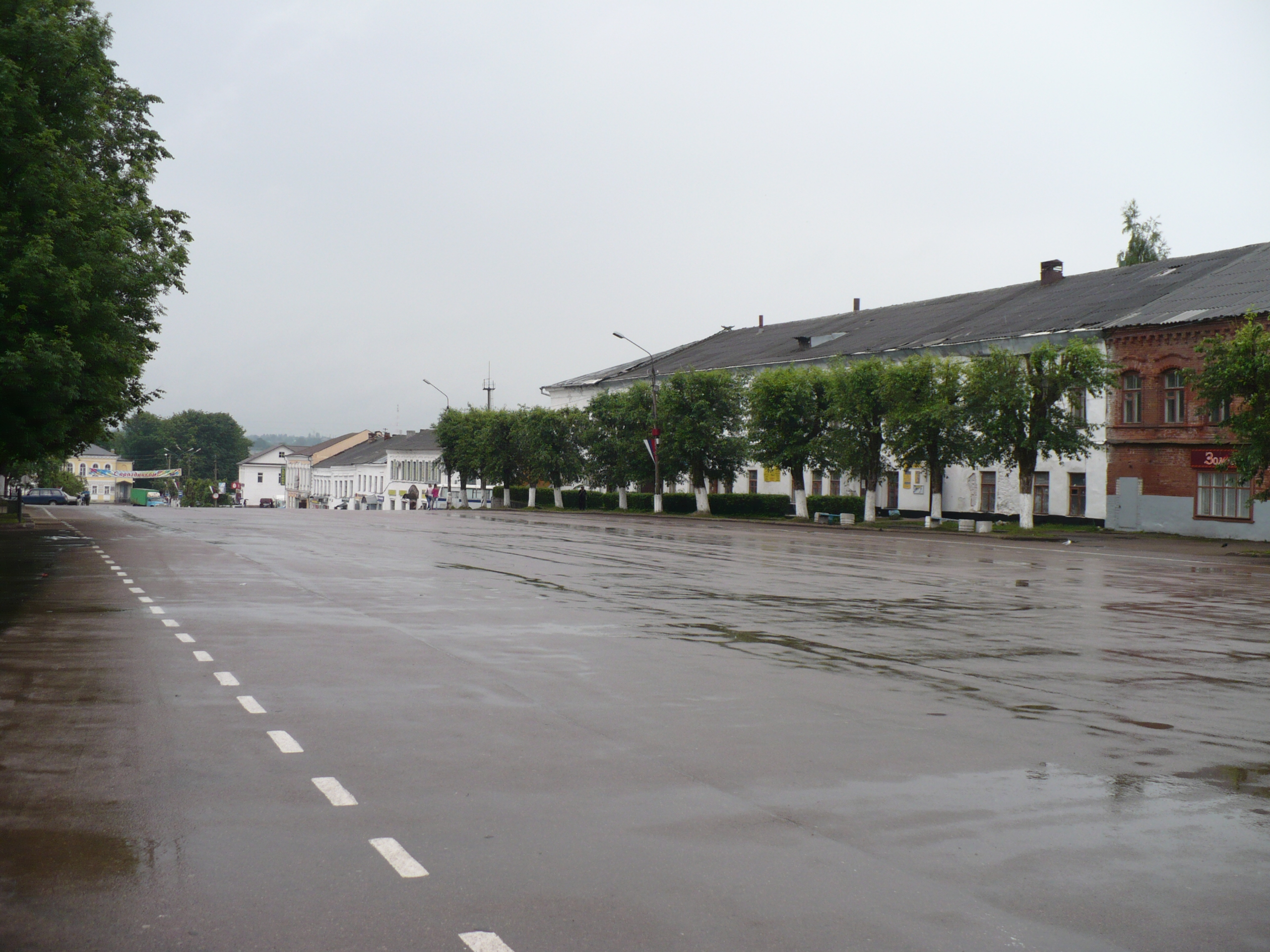
Площа Свободи

Валда́й (рос. Валдай) — місто (з 1770) в Росії, адміністративний центр Валдайського муніципального району Новгородської області.
Населення — 17 251 мешканців (на 2008 рік).

## Географія
Місто лежить на березі Валдайського озера, практично на середині федеральної автодороги М10 (386 км). За 147 км від Великого Новгорода.
Є станція Октябрьскої залізниці на гілці Бологоє — Дно.
Неподалік розташована резиденція Президента Російської Федерації Довгі Бороди (відома ще як «Валдай»).

## Історія
У 1495 році місто вперше згадується як Валдайське селище. До 1654-го Валдай був палацовим селом, потім до 1764 воно було передано Іверському монастирю. Завдяки своєму вигідному положенню на дорозі Москва — Санкт-Петербург місто перетворилося на великий торгово-ремісничий центр. Особливо були розвинуті ковальство і ливарна справа. Валдай славиться традиційними валдайськими дзвіночками.